# Visa Hongisto
Visa Veli Hongisto (Valkeala, 9 de abril de 1987) é um atleta finlandês especialista em provas de velocidade. Participou dos Jogos Olímpicos de Verão de 2008 onde competiu nos 200 metros rasos.